# Rosy business
Rosy business is een Hongkongs kostuumdrama uit 2009. Het is gemaakt door Television Broadcasts Limited. Het openingslied "Red Butterfly" ("紅蝴蝶") is gezongen door Ron Ng Cheuk-Hei.

## Verhaal
Hong Po-Kei's (Sheren Tang) verloving met Wuxi rijstbaron Tseung Kiu (Elliot Yue) was verbroken vele jaren geleden toen een natuurramp het land had getroffen. Later, wanneer het voedselvoorraad van het land opraakt, was haar hele familie gedood en werd ze een crimineel. Gedurende deze jaren kon ze Kiu maar niet vergeten. Ze heeft geprobeerd te bewijzen dat hij niet zo harteloos is als de anderen denken. Het lot zorgt dat ze elkaar weer ontmoeten en ze wordt zijn vierde vrouw. Kiu's primaire en secondaire vrouwen, Yan Fung-Yee (Susan Tse) and Pang Kiu (Kiki Sheung), maken het leven moeilijk voor Kei. Kei, een zeer slimme persoon dat nooit haar tijd verspilt aan onbeduidende zaken, maakt van elke bedreiging een mogelijkheid. Dit zorgt dat Kiu haar wijsheid en volhardendheid nog meer waardeert. Hij vertrouwt zijn bedrijf aan haar toe en vraagt haar een geschikte opvolger voor hem te vinden voordat hij sterft. Ondanks alle aanvallen in de familie, lukt het Kei om het bedrijf in goede vorm te behouden. Ook is ze nooit Kiu's laatste wens vergeten. Bij toeval ontdekt ze dat Tseung Pit-Ching (Ron Ng), Kiu's tweede zoon, geen playboy is maar een oprecht persoon door iedereen geliefd in de winkel. Daarom leidt ze hem en helpt hem in alle mogelijke manieren, maar haar inspanningen worden voldaan met Chai Kau's (Wayne Lai) uitdagingen. Kau wil wraak voor zijn slechte behandeling en wil hiervoor een terugbetaling van familie Tseung. Na ronden van strijd in verstand en echte gevechten beginnen Kei en Kau elkaar te waarderen. Na verloop van tijd Kau wordt zelfs verliefd op Kei.

## Rolverdeling

### Familie Chiang
| acteurs               | rol                     | beschrijving                                        |
| --------------------- | ----------------------- | --------------------------------------------------- |
| Elliot Yue            | Chiang Kiu 蔣喬         |                                                     |
| Susan Tse (謝雪心)    | Yan Fung-Yee 殷鳳儀     | Chiang Kiu's eerste echtgenote                      |
| Kiki Sheung           | Pang Kiu 彭嬌           | Chiang Kiu's tweede echtgenote                      |
| Kara Hui              | Lau Fong 劉芳           | Chiang Kiu's derde echtgenote                       |
| Sheren Tang           | Hong Po-Kei 康寶琦      | Chiang Kiu's vierde echtgenote                      |
| Pierre Ngo            | Chiang Bit-Man 蔣必文   | de oudste zoon van Chiang Kiu. Yan Fung-Yee's zoon. |
| Ron Ng                | Chiang Bit-Ching 蔣必正 | de tweede zoon van Chiang Kiu. Lau Fong's zoon.     |
| Kelvin Leung (梁証嘉) | Chiang Bit-Mo 蔣必武    | de jongste zoon van Chiang Kiu. Pang Kiu's zoon.    |

### Andere spelers
| acteur          | rol                  | beschrijving            |
| --------------- | -------------------- | ----------------------- |
| Wayne Lai       | Chai Gau 柴九        |                         |
| Nancy Wu        | Suen Hoi-Tong 孫海棠 |                         |
| Suki Chui       | Yau Man 丘敏         |                         |
| Lei Seng Cheung | Pang Hang 彭鏗       | Pang Kiu's oudere broer |